# Stefan Barczay
Stefan Barczay (ur. 23 lutego 1911, zm. 27 maja 1947 w Landsberg am Lech) – zbrodniarz nazistowski, członek załogi niemieckiego obozu koncentracyjnego Mauthausen-Gusen i SS-Sturmmann.
Obywatel czechosłowacki. Członek Waffen-SS od marca 1943. Strażnik w podobozach KL Mauthausen: Eisenerz, Gusen i Linz III od maja 1943 do maja 1945 (z przerwą w listopadzie 1944).
W procesie załogi Mauthausen-Gusen (US vs. Johann Altfuldisch i inni) został skazany na karę śmierci przez amerykański Trybunał Wojskowy w Dachau. Jak wykazało oskarżenie Barczay zakatował kolbą karabinu dwóch więźniów (jednego w marcu 1944, a drugiego jesienią tego roku). Oprócz tego, zgodnie z księgą zgonów obozu, zastrzelił jednego więźnia 11 sierpnia 1943 i czterech kolejnych 19 września 1944. Został powieszony w więzieniu Landsberg 27 maja 1947.